# Masoveria de la Rovira d'Avall
Masoveria de la Rovira d'Avall és una masia d'Espinelves (Osona) inclosa a l'Inventari del Patrimoni Arquitectònic de Catalunya.

## Descripció
Edifici civil. Masia de planta rectangular (20 x 10), coberta a dues vessants i amb el carener paral·lel a la façana, situada al nord, i a pocs metres de la façana gran de la casa gran. Assentada en el desnivell consta de planta baixa i dos pisos. La façana nord presenta tres portals rectangulars que donen directament al primer pis i àmplies obertures al segon pis, destinades segurament a herbera. A ponent s'adossa un cos a una sola vessant, de 4 m d'ample. Al sud hi ha un portal i dues finestres a la planta baixa, tres finestres al primer pis i uns porxos centrals al segon, sostinguts per un pilar que ressegueix verticalment tota la façana. La part est presenta un portal d'arc rebaixat de totxo a la planta i dues finestres al primer pis. En aquest sector hi ha un gran contrafort central i dos laterals recolzant els angles.

## Història
Masoveria situada davant de la Rovira d'Avall, a la riba dreta de la riera d'Espinelves. La seva història deu anar lligada a la del mas, encara que és difícil de precisar perquè al terme hi ha tres masos amb el mateix nom.